# NAYOUFEST
Il NAYOUFEST (National Youth Festival of Arts & Culture) è uno dei principali festival di arte contemporanea, con cadenza annuale, della Nigeria, con sede ad Abuja.
Nato come progetto parallelo al festival per l'arte e la cultura nigeriana NAFEST (National Festival of Arts and Culture), il NAYOUFEST è volto ad incentivare la riflessione sociale e la responsabilizzazione dei ragazzi nigeriani, attraverso la conoscenza della pratica culturale e artistica.
Il presupposto di partenza è l'importanza della cultura per lo sviluppo nazionale, con particolare riferimento ai giovani.
Il direttore in carica del festival è Richard Ekong.